# Forlì

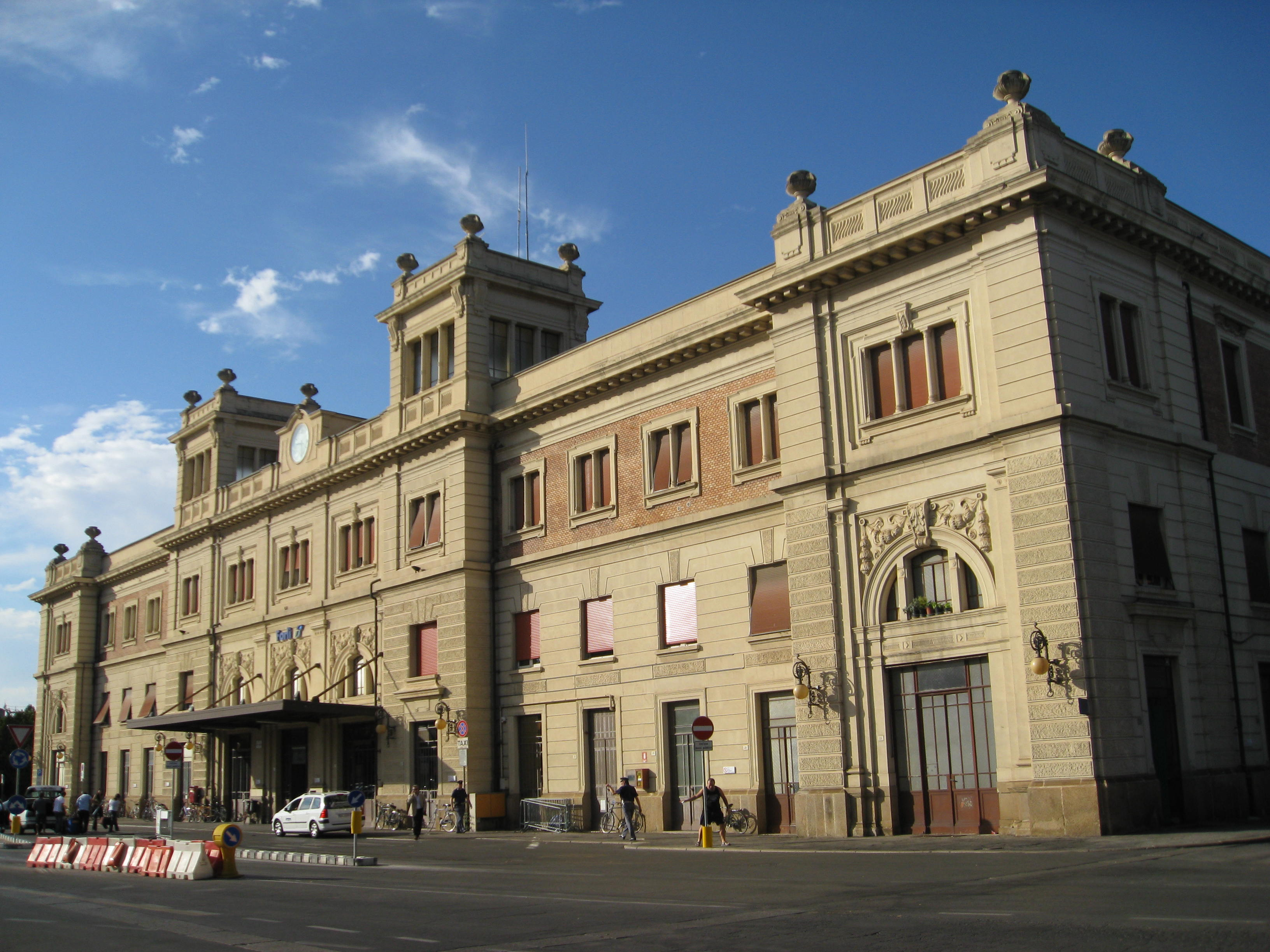
Station Forlì

Forlì is een stad in oostelijk Italië, in Emilia-Romagna. Het ligt tussen Faenza en Cesena. Dichtstbijzijnde grote stad is Bologna. Forlì is de hoofdstad van de provincie Forlì-Cesena en telde in 2006 circa 114.000 inwoners.

## Geschiedenis
In de oudheid heette de Romeinse stad Forum Livii. De legende volgens welke de stad is vernoemd naar Livius Salinator is niet meer dan dat. De oude stad werd in 88 v.Chr. vernietigd tijdens de burgeroorlogen tussen Marius en Sulla en herbouwd door de praetor Livius Clodius.
Na de val van het West-Romeinse Rijk, na de korte heerschappij van Odoaker, werd Forlì onderdeel van het Ostrogotische koninkrijk en vervolgens van het Byzantijnse Rijk. Het bleef Byzantijns tijdens de Lombardische invasie in de 6e eeuw en maakte later deel uit van de schenkingen van Pepijn de Korte aan de Kerk.
Forlì, gesticht om verdedigingsredenen op een eiland bij de samenvloeiing van twee rivieren, werd echter lange tijd geplaagd door overstromingen. Daarom werd het waterwegenstelsel rond 1050 herontworpen met diverse technische aanpassingen die het risico op verdere overstromingen in het stadscentrum wegnamen.
In de moderne geschiedenis is Forlì vooral bekend vanwege de nabijheid van de geboorteplaats van Benito Mussolini in de frazione Predappio. In zijn tijd aan de macht heeft hij dan ook sterk ingegrepen in de infrastructuur van de stad. Zo zijn de oude stadsmuren op zijn bevel ontmanteld en zijn hiervoor in de plaats ruime toegangswegen gekomen. Ook diverse gebouwen, zoals het station of het centrale postkantoor zijn naar fascistisch model gebouwd.
Tijdens bombardementen in de Tweede Wereldoorlog heeft Forlì ook nog eens extra geleden, waardoor het historische centrum niet echt aantrekkelijk is.

## Bezienswaardigheden
In Forlì zijn onder meer het:
- Abbazia di San Mercuriale, genoemd naar Sint Mercurialis, abdij
- Cattedrale di Santa Croce, kathedraal van Forlì
- Basilica di San Pellegrino Laziosi
- Chiesa di San Giacomo Apostolo dei Domenicani, kerk uit de 13de eeuw
- Rocca di Ravaldino, fort uit de 14de eeuw, vergroot door Ordelaffi en Gil de Albornoz
- Palazzo Hercolani, met onder meer La Beata Vergine del Fuoco con i Santi Mercuriale, Pellegrino, Marcolino e Valeriano van Pompeo Randi
- Musei civici di Forlì
- Museo archeologico Antonio Santarelli
- Museo etnografico romagnolo Benedetto Pergoli
- Museo del Risorgimento
- Palazzo del Podestà met fresco's van Adolfo de Carolis
- Torre civica, klokkentoren
- Piazza Aurelio Saffi, met een standbeeld van Aurelio Saffi en het Palazzo Comunale, gemeentehuis
- Torre Numai, toren ter verdediging van het stadspaleis van de familie Numai
- Diverse stadspoorten zoals de Porta San Pietro, Porta Cotogni, Porta Ravaldino en Porta Schiavonia

Forlì heeft diverse parken zoals het Parco della Resistenza en het Parco di Via Dragoni. Teatro Diego Fabbri is een theater dat geopend werd in september 2000.

## Galerij

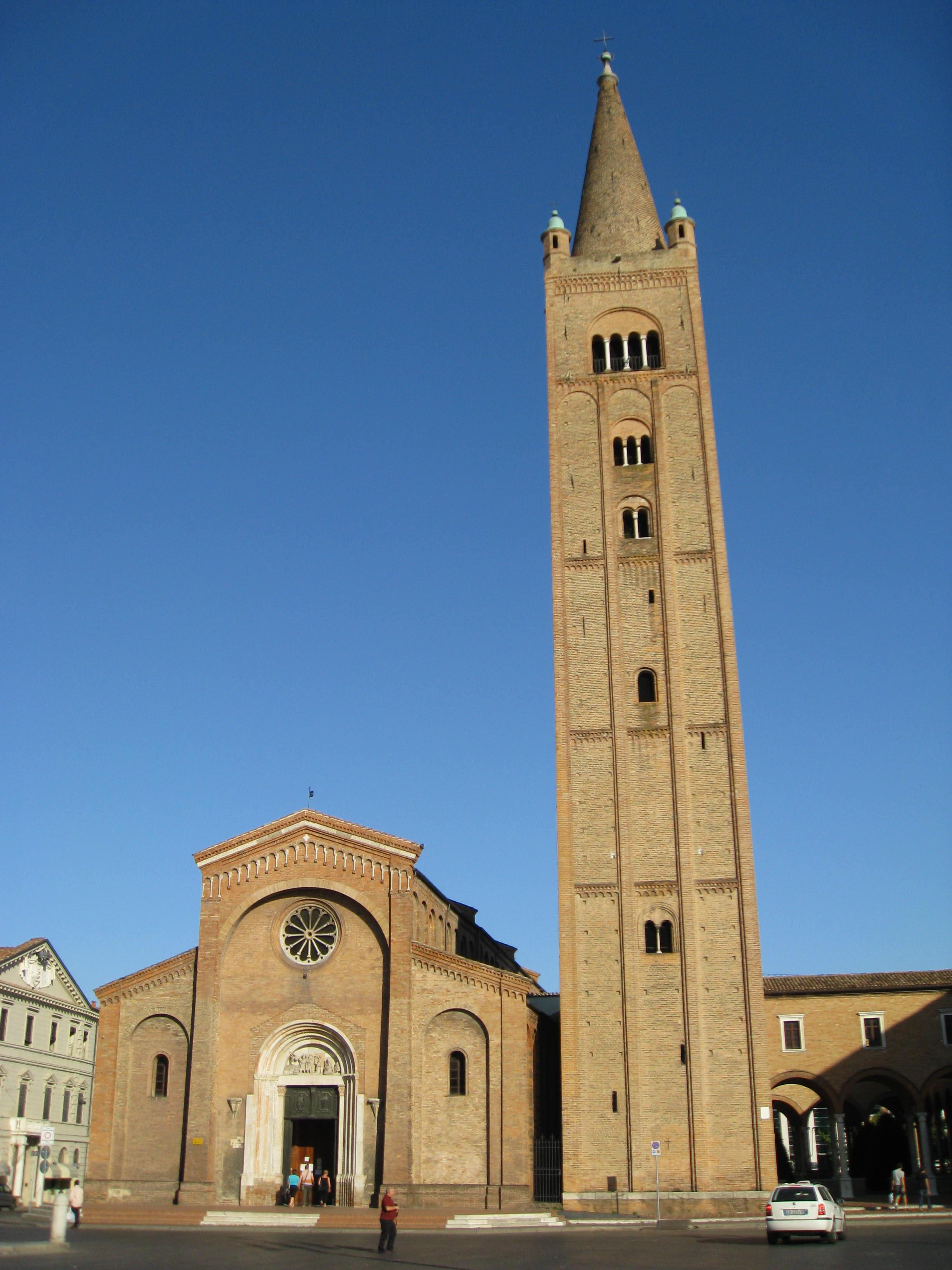
Abdij van San Mercuriale
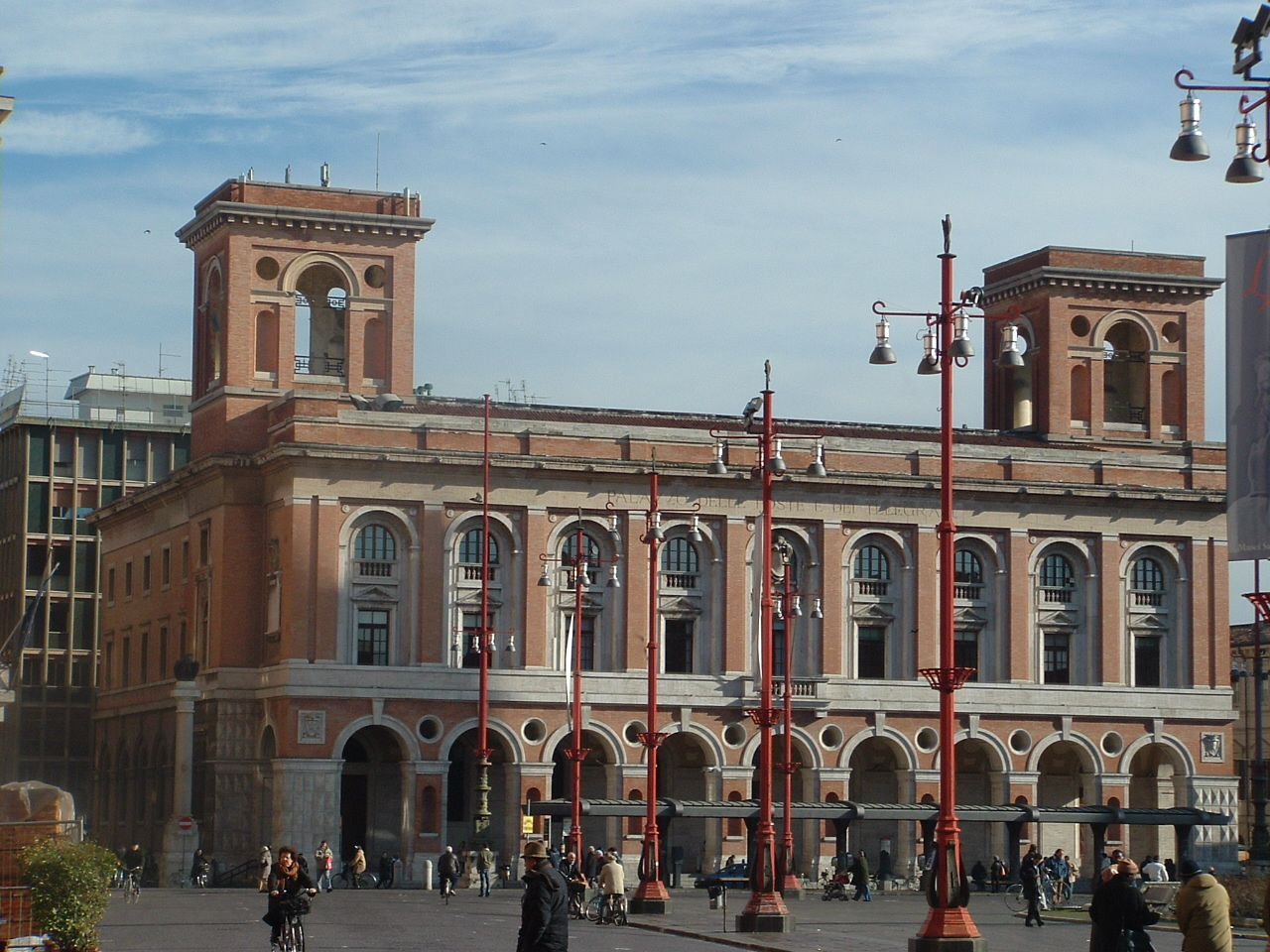
Palazzo delle poste

## Verkeer en vervoer
Forlì is bereikbaar via de E45, A14. Forlì beschikt over de Luchthaven Forlì. Het heeft een treinstation voor onder andere de spoorlijn Bologna–Ancona.

## Geboren in Forlì
- Lidio Zattoni
- Ansuino da Forlì
- Melozzo da Forlì
- Marco Palmezzano
- Francesco Menzocchi
- Livio Agresti
- Flavio Biondo
- Girolamo Hercolani
- Giovanni dalle Bande Nere
- Giovanni Battista Morgagni
- Giovanni Battista Cirri
- Alice
- Ercole Baldini (1933-2022), wielrenner
- Ilario Bandini
- Marco Uccellini
- Riccardo Saponara
- Fiorenzo Treossi
- Carlo Matteucci
- Alessandra Neri
- Vincenzo Sospiri
- Glauco Servadei
- Otello Buscherini
- Loris Reggiani

Bagno di Romagna · Bertinoro · Borghi · Castrocaro Terme e Terra del Sole · Cesena · Cesenatico · Civitella di Romagna · Dovadola · Forlimpopoli · Forlì · Galeata · Gambettola · Gatteo · Longiano · Meldola · Mercato Saraceno · Modigliana · Montiano · Portico e San Benedetto · Predappio · Premilcuore · Rocca San Casciano · Roncofreddo · San Mauro Pascoli · Santa Sofia · Sarsina · Savignano sul Rubicone · Sogliano al Rubicone · Tredozio · Verghereto
- Bibliothèque nationale de France: cb11960341h (data)
- Catàleg d'autoritats de noms i títols de Catalunya: 981058615021106706
- Gemeinsame Normdatei: 4086516-2
- Library of Congress Control Number: n80049556
- MusicBrainz: 2afa520a-c6c6-4675-837e-a75534cbae1b
- Nationale Bibliotheek van Tsjechië: ge671371
- Nationale Bibliotheek van Israël: 987007564211205171
- Nationale en Universitaire bibliotheek Zagreb: 000778259
- Système universitaire de documentation: 027597687
- Virtual International Authority File: 134323660
- WorldCat: E39PBJv8HT4k6rTq4wk6Dg9JjC

1. ↑  https://demo.istat.it/?l=it.